# 長安鄠縣戰鬥
長安鄠縣戰鬥發生於1932年11月25日－30日，地點則是在中國陝安西安附近一帶。該戰鬥是第二次国共内战主要戰鬥之一，交戰一方為中華民國國民革命軍，另一方則為中國共產黨所領導之中國工農紅軍。